# Angleški kmečki upor (1381)
Angleški kmečki upor 1381 je bil upor kmetov v Angliji leta 1381. Bil je največji upor kmetov v srednjeveški Angliji.
Kmečki upor se imenuje tudi upor Wata Tylerja, po Watu Tylerju, ki je bil lokalni vodja kmetov v uporu. Imenovali so ga tudi Velika vstaja.
Vzroki upora so danes nejasni, vendar obstajajo različni kandidati:
- Prišlo je do velike epidemije črne smrti, ki je trajala od leta 1347 do 1353. To je zmanjšalo število delavcev in povzročilo gospodarske težave.

- Za financiranje stoletne vojne je angleška krona v kratkem času večkrat zvišala davke.

- Centralna vlada v Londonu je bila takrat šibka.

## Življenje kmetov
Obstajali sta dve vrsti kmetov: tlačani in svobodni kmetje.
Tlačani so bili najemniški kmetje, ki so delali brez plačila za gospoda. V zameno so dobili dovoljenje za življenje na gospodovi zemlji. Dobili so tudi zaščito vitezov, ki so živeli na gospodovem posestvu. Pod fevdalizmom so imeli tlačani veliko težav. Komaj so imeli dovolj hrane za preživetje in imeli so malo premoženja. Niso bili sužnji, vendar niso bili popolnoma svobodni. Tlačani so imeli manj kot kateri koli drugi družbeni razred v srednjeveški družbi.
Čeprav so imeli več svobode kot tlačani, je bilo življenje težko tudi za svobodne kmete. Čeprav so bili "svobodni", so jih še vedno nadzorovali višji družbeni razredi. Morali so plačevati najemnino, da so živeli "svobodno". Morali so plačevati tudi za mnoge druge stvari, kot je zbiranje vode ali poroka.
Večina kmetov je živela v hišah, v katerih so bile tudi živali vasi.

## Vzroki
Rihard iz Bordeauxa je bil mlajši sin valižanskega princa Edvarda in Ivane, grofice Kentske. Edvard, najstarejši sin Edvarda III. in dedič angleškega prestola, se je odlikoval kot vojaški poveljnik v zgodnjih fazah stoletne vojne, zlasti v bitki pri Poitiersu leta 1356. Po nadaljnjih vojaških avanturah je v Španiji leta 1370 zbolel za grižo. Nikoli si ni popolnoma opomogel in se je moral naslednje leto vrniti v Anglijo.
Rihard je bil rojen  v nadškofovski palači v Bordeauxu v angleški kneževini Akvitaniji 6. januarja 1367. Po sodobnih virih so bili ob njegovem rojstvu navzoči trije kralji, »kralj Kastilije, kralj Navare in kralj Portugalske«. Ta anekdota in dejstvo, da je bilo njegovo rojstvo na praznik Bogojavljenja, sta bila kasneje uporabljena v verskih  podobah Wiltonovega diptiha, na katerem  je Rihard eden od treh kraljev, ki se poklanjajo Devici z Detetom.
Rihardov starejši brat Edvard Angoulêmski je leta 1371 umrl malo pred svojim šestim rojstnim dnevom. Njegov in Rihardov oče je junija 1376 podlegel dolgotrajni bolezni.  Spodnji dom v angleškem parlamentu se je resnično bal, da bi Rihardov stric John Gaunt, uzurpiral prestol,  zato je Rihardu hitro podelil naslov valižanskega princa in druge naslove njegovega očeta.
21. junija 1377 je po 50-letni vladavini umrl Rihardov stari oče,  kralj Edvard III., ki je bil nekaj let pred smrtjo slaboten in onemogel. Posledica tega je bila, da je njegov restol nasledil desetletni Rihard. Okronan je bil  16. julija v Westminstrski opatiji. Strahovi pred ambicijami Ivana Gauntskega so ponovno vplivali na politične odločitve, zato se je Spodnji dom izognil regentstvu, ki bi ga vodili kraljevi strici. Namesto tega naj bi kralj nominalno vladal s pomočjo niza »stalnih svetov«,  iz katerih je bil Ivan Gauntski izključen.
Ivan je imel skupaj s svojim mlajšim bratom Tomažem Woodstoškim še vedno velik neformalen vpliv na vladne posle, vendar so kraljevi svetniki in prijatelji, zlasti Simon de Burley in Robert de Vere, 9. grof Oxfordski, vedno bolj pridobivali nadzor nad kraljevimi posli.
V nekaj treh letih so si svetniki prislužili nezaupanje Spodnjega doma do te mere, da so bili sveti leta 1380 ukinjeni. K nezadovoljstvu so prispevale tudi vse večje obdavčitve, naložene s tremi volilnimi davki med letoma 1377 in 1381, ki so bili porabljeni za neuspešne vojaške pohode na celino. Do leta 1381 je v nižjih ravneh angleške družbe prišlo do globoke zamere do vladajočih razredov.

## Kmečki upor
Iskra, ki je zanetila kmečki upor, je bil  volilni davek iz leta 1381, korenine upora pa so bile napetostih med kmeti in posestniki, ki so jih pospešile gospodarske in demografske posledice črne kuge in kasnejših epidemij. Upor se je začel v Kentu in Essexu konec maja, 12. junija pa so se skupine kmetov zbrale v Blackheathu blizu Londona pod vodstvom Wata Tylerja, Johna Balla in Jacka Strawa. Savojska palača Johna Gauntskega je bila požgana. Uporniki, ki so zahtevali popolno odpravo tlačanstva, so ubili canterburyjskega nadškofa Simona Sudburyja, ki je bil tudi lord kancler, in lorda visokega zakladnika Roberta Halesa.  Kralj, ki se je skupaj s svojimi svetniki zatekel v londonski Tower, se je strinjal, da krona nima dovolj sil za zatrtje upora in da so edina razumna možnost pogajanja.
Kako in koliko je v pogajanjih sodeloval Rihard, ni jasno, ker je bil star komaj štirinajst let. Zgodovinarji domnevajo, da je bil med zagovorniki pogajanj. Kralj je 13. junija odplul po Temzi proti Greenwichu, vendar mu je velika množica ljudi na bregovih v onemogočila pristanek in se je moral vrniti v Tower. Naslednji dan, v petek, 14. junija, se je na pot odpravil s konjem in srečal upornike pri Mile Endu. Pristal je na zahteve upornikov, kar jih je le še bolj opogumilo, da so nadaljevali so z ropanjem in pobijanjem. Rihard se je naslednji dan znova srečal z Watom Tylerjem v Smithfieldu in ponovil, da bodo zahteve izpolnjene, vendar vodja upornikov ni bil prepričan o kraljevi iskrenosti. Kraljevi možje so postali nemirni, izbruhnil je prepir in William Walworth, lord župan Londona, je potegnil Tylerja s konja in ga ubil. Razmere so postale napete, ko so uporniki spoznali, kaj se je zgodilo, toda kralj je ukrepal z mirno odločnostjo in rekel: »Jaz sem vaš kapitan, sledite mi!« in  odpeljal drhal s prizorišča. Walworth je medtem zbral vojsko, da bi obkolili kmečko vojsko, toda kralj je upornike pomilostil in jim dovolil, da se razidejo in vrnejo na svoje domove.
Kralj je kmalu zatem preklical listine o svobodi in pomilostitvi, ki jih je podelil. Ko so se nemiri nadaljevali v drugih delih države, je osebno odšel v Essex, da bi zatrl upor. 28. junija je pri Billericayu premagal zadnje upornike v manjšem spopadu in s tem končal kmečki upor. Rihard je kljub svoji mladosti pokazal velik pogum in odločnost pri soočanju z uporom. Dogodke so mu verjetno    predstavili kot nevarno neposlušnost in grožnjo kraljevi oblasti ter pomagali oblikovati njegov absolutistični odnos do kraljevanja, ki se je pozneje izkazal za usodnega za njegovo vladavino.

## Časovnica
- 30. maj: Kmetje iz Essexa preganjajo Thomasa Bamptonja iz Fobbinga.

- 1. junij: Upor se širi po Essexu, Hertfordshireu in Suffolku.

- 7. junij: Gradova Maidstone in Rochester, Kent se predajo upornikom.

- 10. junij: Pojavi se nov vodja, Wat Tyler. Uporniki iz Kenta in Essexa se odpravijo proti Londonu, da bi pojasnili svoje pritožbe. Vendar ima Wat Tyler drugačen načrt: napasti London. Kralj Rihard II. Angleški je popolnoma presenečen in ima v Londonu le nekaj sto vojakov.

- 13. junij: Kmetje pod poveljstvom Wata Tylerja pobijejo veliko odvetnikov. Večina Londona ni uničena. Kralj Rihard se strinja, da se sreča z uporniki v Mile Endu.

- 14. junij: Rihard se sreča s Tylerjem, in Tyler mu predstavi zahteve kmetov. Kralj se strinja z vsemi temi zahtevami. Medtem skupina kmetov odide v Londonski stolp in obglavi nekatere svoje najhujše sovražnike. Med njimi so Simon Sudbury, Robert Hailes in John Legge.

- 15. junij: Wat Tyler se želi ponovno srečati s kraljem, da bi postavil več zahtev. Ko se srečata, je Tyler ubit. Ni jasno, kaj je povzročilo Tylerjevo smrt. Kralj Rihard ukaže svojim vojakom, naj uničijo upornike; ubijejo jih več kot tisoč.

Petdeset let pozneje je kralj uresničil večino zahtev Wata Tylerja.